# Banca centrale delle Filippine
La banca centrale delle Filippine è la banca centrale dello stato asiatico delle Filippine.
Le monete e le banconote ufficiali che stampano e coniano è il peso filippino.